# Список особо охраняемых природных территорий Чувашской Республики

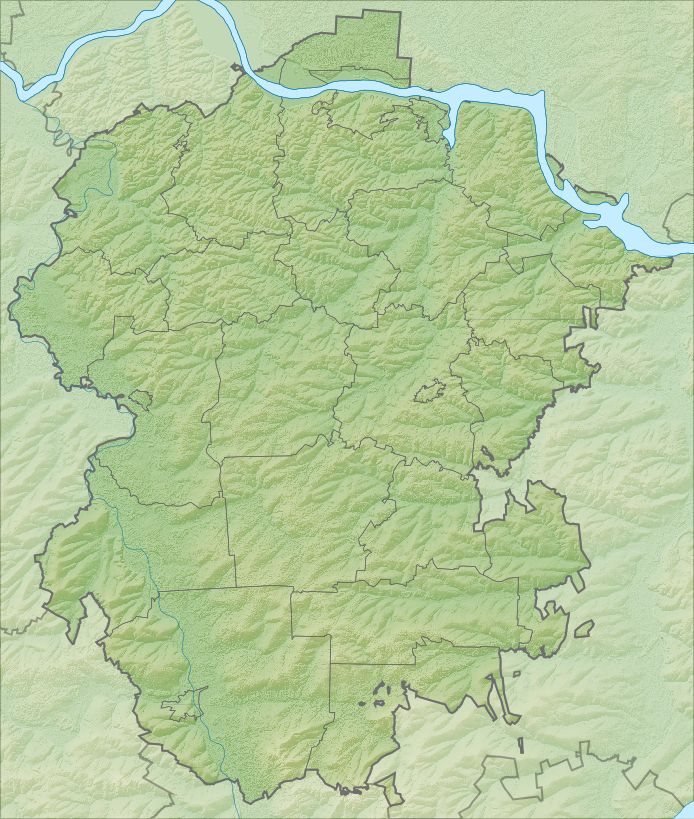
Физическая карта Чувашии.

В Чувашской Республике на 1 марта 2018 г. имеется 35 особо охраняемых природных территорий (ООПТ) федерального и республиканского значений.

## Список ООПТ Чувашской Республики

### Заповедники
| № | Наименование | Дата основания       | Местоположение                                        | Площадь, га | Описание |
| - | ------------ | -------------------- | ----------------------------------------------------- | ----------- | --- |
| 1 | Присурский   | 27 декабря 1995 года | Алатырский район, Батыревский район, Яльчикский район | 9150,4 га   | Создан в целях сохранения и изучения уникальных природных комплексов смешанных лесов и степных территорий (включая колонию сурков). |

### Национальные парки
| № | Наименование  | Дата основания    | Местоположение     | Площадь, га | Описание |
| - | ------------- | ----------------- | ------------------ | ----------- | --- |
| 1 | Чаваш Вармане | 20 июня 1993 года | Шемуршинский район | 25200       | Создан в целях сохранения местного природного комплекса и для создания условий для pегулиpуемого туризма и отдыха. |

### Государственные природные заказники
1. Алатырский
2. Сорминский
3. Калининский
4. Бугуяновский
5. Аттиковский остепненный склон
6. Ковыльная степь
7. Карамышевский
8. Правобережье реки Илеть
9. Бурундукский
10. Водолеевский
11. Ендовский степной склон
12. Мочкасинский
13. Поменский
14. Пойма реки Сура
15. Цивильский сурковый
16. Пойма реки Цивиль
17. Заволжский
18. Шомиковская колония серых цапель
19. Яблоновка
20. Кумашкинский
21. Кукшумский
22. Шемалаковский

### Этноприродный парк
1. Этноприродный парк Чувашской Республики им. А.П. Айдака

### Памятники природы
1. Илгышевский
2. Озеро Тени
3. Каенсар
4. Склон Чарду
5. Родник с. Байгулово
6. Озеро Кошкинское
7. Озеро Кюльхири
8. Дуб Киреметь
9. Озеро Сосновое с прилегающими лесами
10. Озеро Аль